# Dianthus formanekii
Dianthus formanekii är en nejlikväxtart som beskrevs av Borb. och Formanek. Dianthus formanekii ingår i släktet nejlikor, och familjen nejlikväxter. Inga underarter finns listade i Catalogue of Life.